# Natalija Isačenko
Natalija Isačenko, coniugata Vydryns'ka (in ucraino Наталія Ісаченко-Видринська?; Neustrelitz, 11 febbraio 1979), è un'ex cestista ucraina.

## Carriera
Con l'Ucraina ha disputato i Campionati europei del 2001.